# Dyckia maritima
Dyckia maritima är en gräsväxtart som beskrevs av John Gilbert Baker. Dyckia maritima ingår i släktet Dyckia och familjen Bromeliaceae. Inga underarter finns listade i Catalogue of Life.

## Bildgalleri

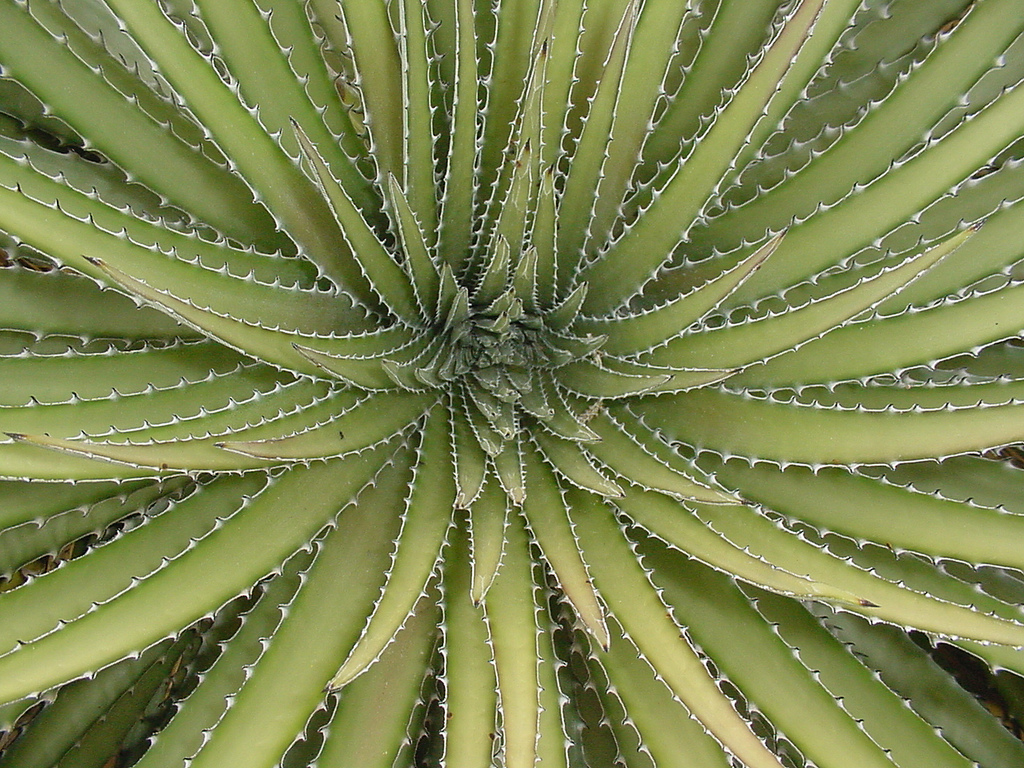
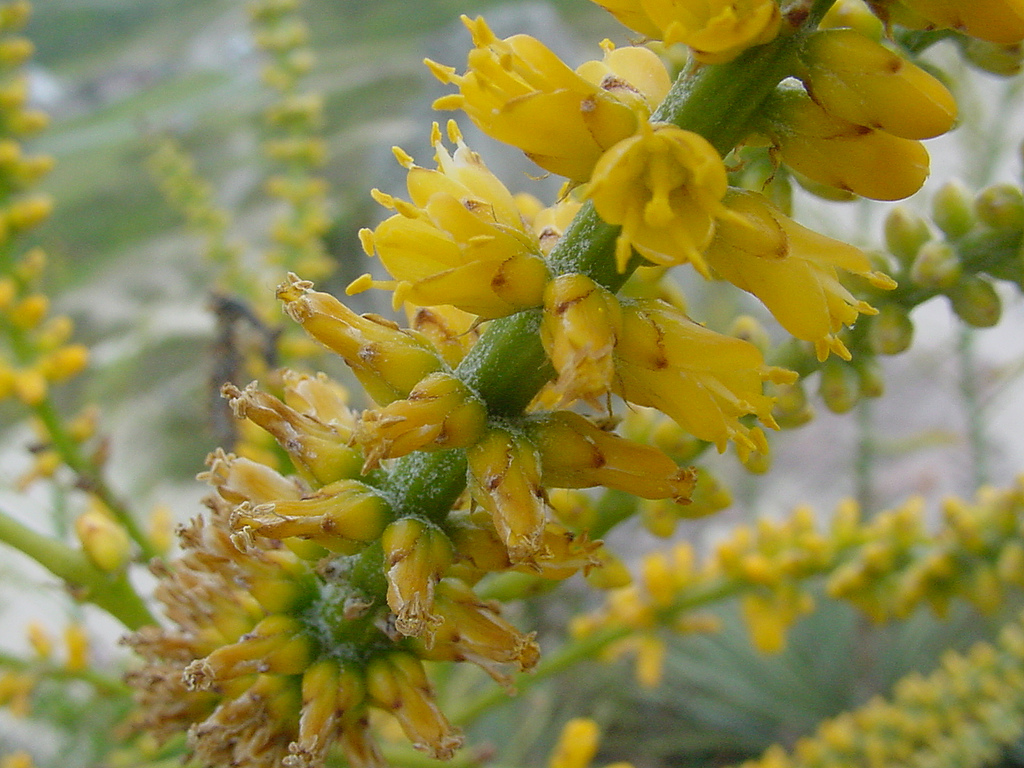
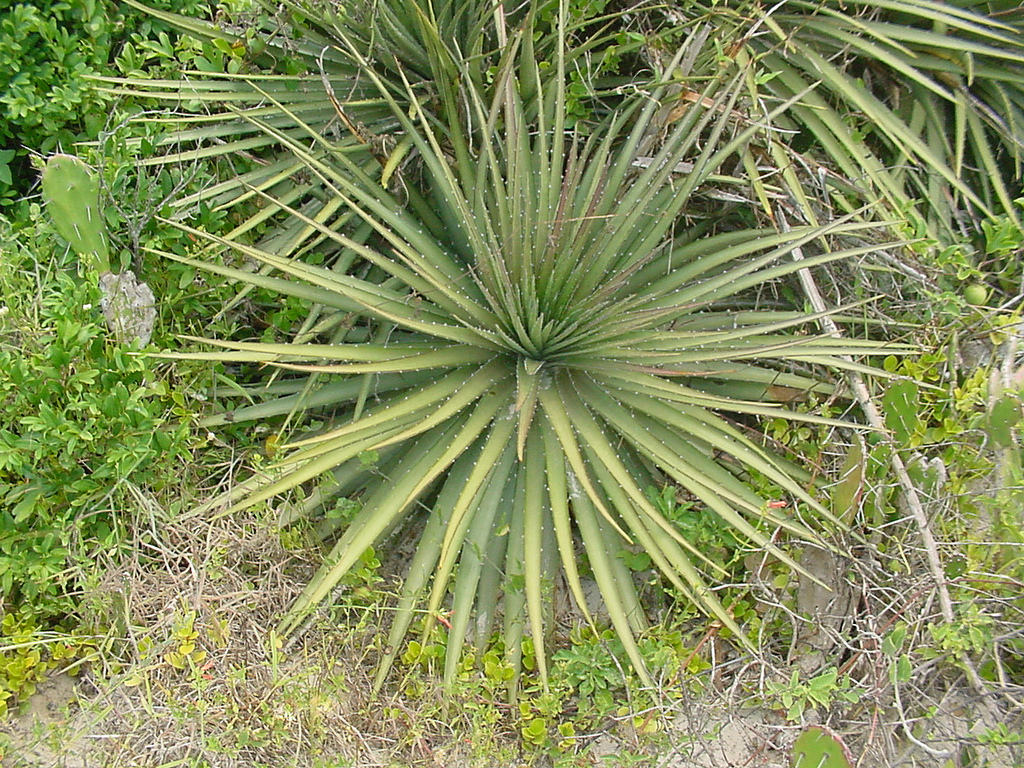
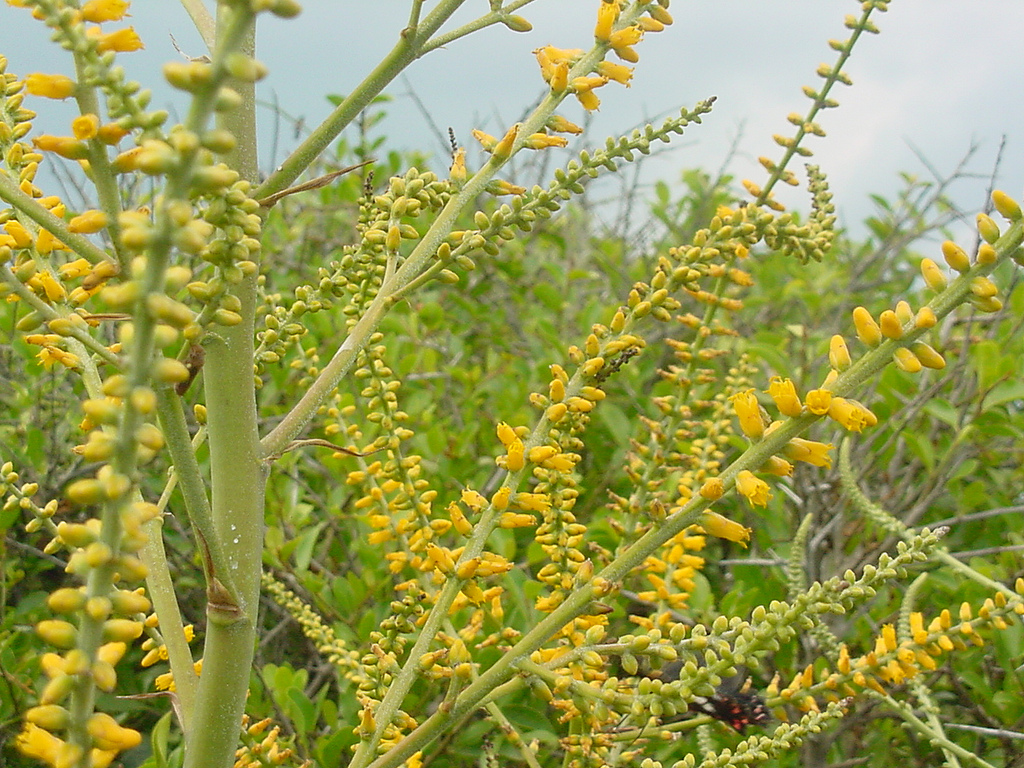
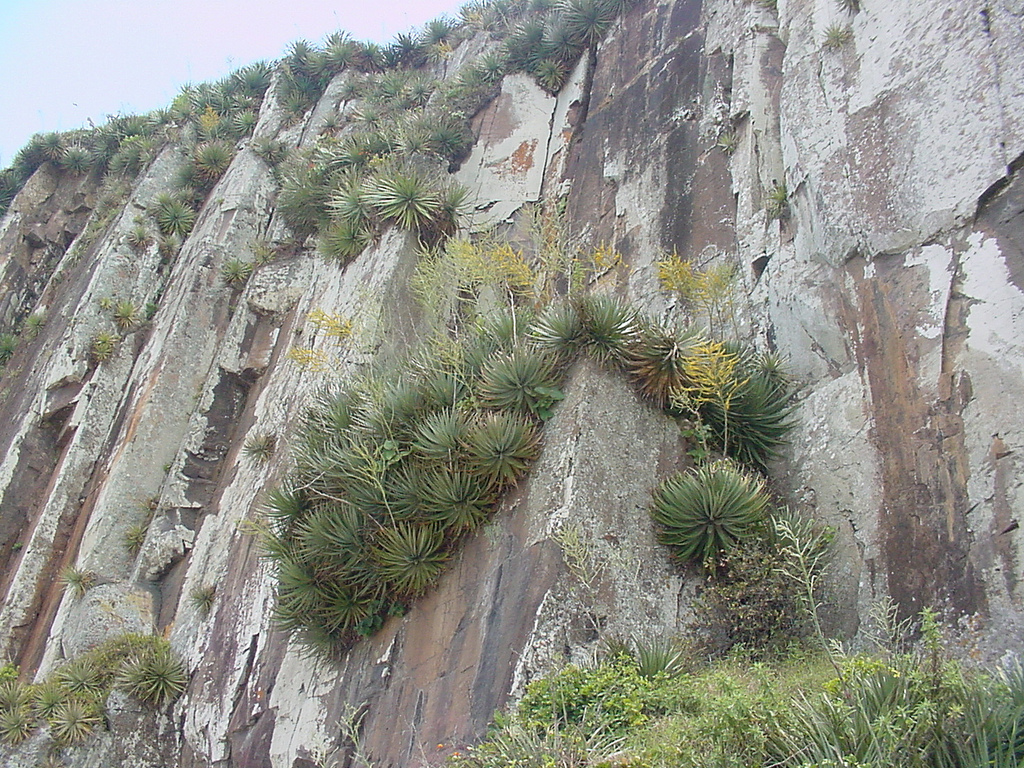